# Castelmayran

Castelmayran este o comună în departamentul Tarn-et-Garonne din sudul Franței. În 2009 avea o populație de 1.102 de locuitori.

## Evoluția populației
| An        | 1975 | 1982 | 1990 | 1999 | 2006 | 2009  |
| --------- | ---- | ---- | ---- | ---- | ---- | ----- |
| Populație | 699  | 680  | 771  | 818  | 919  | 1.102 |